# Tromsdalen

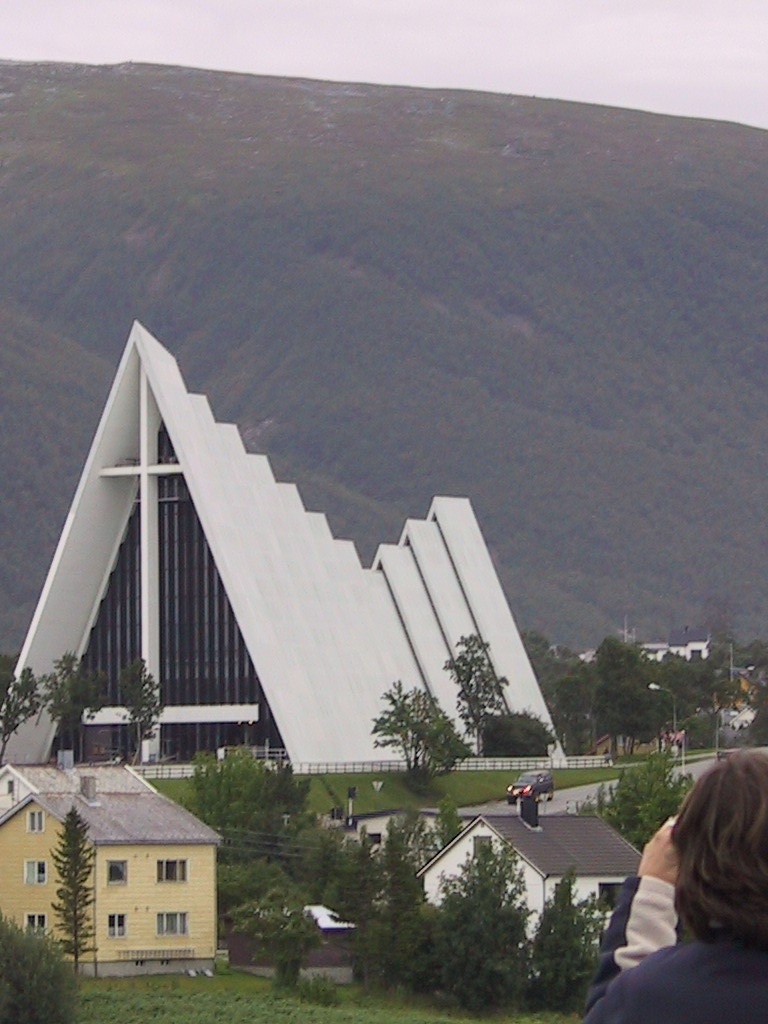
La Cattedrale dell'Artico a Tromsdalen

Tromsdalen è un quartiere della città di Tromsø, nella Norvegia settentrionale. 
È situato sulla costa del fiordo di Tromsø (Tromsøysundet) e collegato con l'isola di Tromsøya, dove sorge il centro cittadino, da un ponte costruito negli anni sessanta e da un tunnel sottomarino. Il quartiere sorge allo sbocco sul mare dell'omonima valle (in norvegese Tromsdalen significa "valle di Troms") che termina a est con il monte Tromsdalstinden.

## Monumenti
Qui sorge la Cattedrale dell'Artico (Ishavskatedralen), monumento simbolo di Tromsø e vi si trova la funivia (fjellheisen) diretta sulla collina sovrastante il quartiere e dalla quale si ha una vista molto bella.

### Curiosità
Tromsdalen, o più precisamente la zona di Kroken, ha dato i natali alla cantante Lene Marlin.